# Cornwall

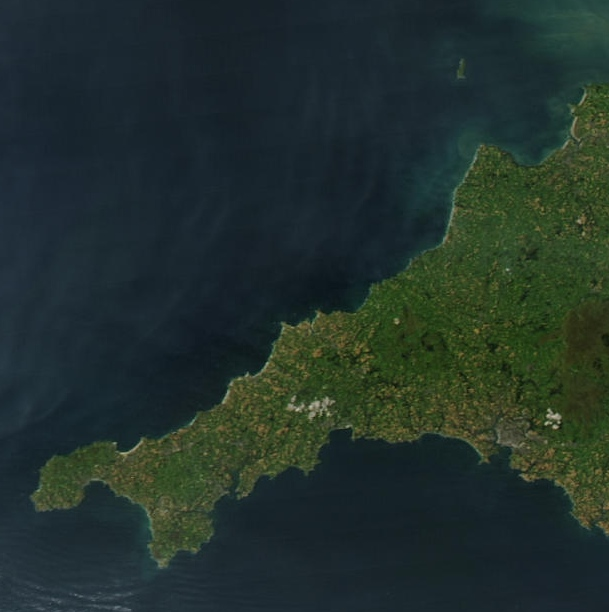
Satellitenaufnahme von Cornwall

Cornwall (kornisch Kernow [ˈkɛrnɔʊ̯], deutsch auch Kornwall oder veraltet Kornwales bzw. Cornwallis) ist eine traditionelle und zeremonielle Grafschaft sowie eine Unitary Authority und der südwestlichste Landesteil von England innerhalb des Vereinigten Königreiches.

## Geographie

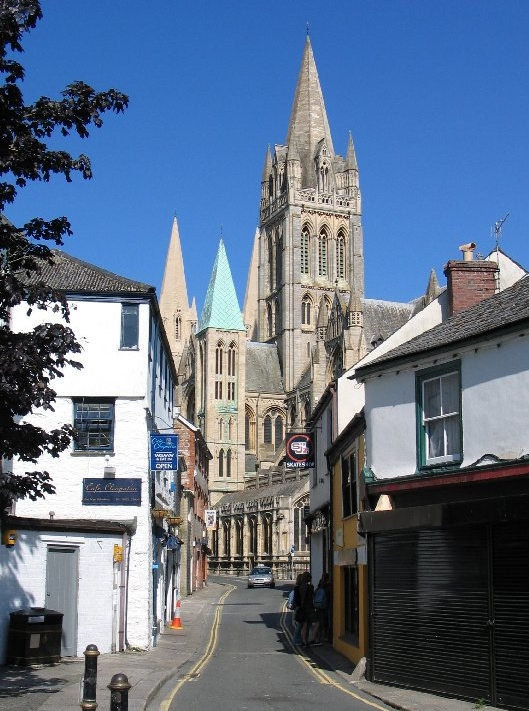
Truro, der Verwaltungssitz von Cornwall

Cornwall ist Teil der Halbinsel South West Peninsula und grenzt im Osten an die Grafschaft Devon, zu welcher der restliche Teil der Halbinsel gehört. Grenzfluss ist der River Tamar. Hauptverbindungsstraßen nach Osten sind die A30 und die A38. Eine Autofähre verbindet Plymouth mit Torpoint. Die Eisenbahnhauptstrecke von London verläuft an der Südküste und endet in Penzance.
In Cornwall befinden sich der westlichste und der südlichste Punkt Englands, nämlich Land’s End und Lizard Point (auf der Halbinsel The Lizard). Cornwall ist durch den Atlantischen Ozean, den Ärmelkanal und die Keltische See von drei Seiten mit Wasser umgeben. Raue, steile Felsen, die sich mit langen Stränden und malerischen Buchten (engl. Cove) abwechseln, prägen die Küstenlandschaft. Der höchste Punkt Cornwalls ist der ca. 420 m hohe Brown Willy.
Das Klima ist maritim gemäßigt mit viel Niederschlag, die Winter sind besonders mild (Einfluss des Nordatlantikstroms). Dadurch können an windgeschützten Stellen auch mediterrane Pflanzen wachsen. Aufgrund der klimatischen Besonderheiten gibt es zahlreiche bekannte Gärten mit subtropischen Pflanzen.

## Geschichte
Cornwall ist seit der Altsteinzeit besiedelt. In der Jungsteinzeit wanderten Bauern und Fischer vom Kontinent ein, die Hünengräber bei Bodmin und Penwith hinterließen. Am Ende der Jungsteinzeit entstand durch kontinentalen Einfluss die Glockenbecherkultur, in der die Bearbeitung von Kupfer aufkam.
Cornwall hat hunderte von vor- und frühgeschichtlichen Monumenten. Sie reichen von den unterirdischen Souterrains (engl. Fogous), über Cairns und Entrance Graves, Grabhügel, Langdolmen, Steine mit Inschriften, Quoits (siehe Portal Tombs und Dolmen) und Promontory Forts, von als Tor Enclosures bezeichneten Anlagen bis hin zu Dartmoor Pounds, Steinkreisen, Steinreihen und Menhiren.
Im 6. Jahrhundert v. Chr. kamen die keltischen Briten von Osten her in das Land und brachten die Kenntnis der Eisenherstellung und -bearbeitung mit. Im Jahr 43 n. Chr. eroberten die Römer Britannien und regierten das Land bis zum Ende des 4. Jahrhunderts. Der Komplex von Chysauster ist ein Relikt aus dieser Zeit.
In der folgenden Zeit bekriegten sich die Kelten untereinander, bis sie der Sage nach von König Artus befriedet wurden. Der Artussage nach wurde König Artus in der in Cornwall liegenden Burg Tintagel Castle gezeugt, wo Grabungen in den Jahren zwischen 1990 und 1999 einen Adelssitz des 5. bis 7. Jahrhunderts erschlossen haben, der an der römischen und demzufolge christlichen Tradition festhielt und nachweislich Kontakte zum Mittelmeerraum unterhielt. Die heutige Burgruine von 1230 wurde vermutlich als Repräsentationsbau in Bezug auf die Artussage errichtet und war schon im 15. Jahrhundert wieder verfallen.
Im 5. Jahrhundert begann die Christianisierung Cornwalls durch irische, walisische und bretonische Missionare.
Während der angelsächsischen Ära blieb Cornwall keltisch und grenzte an das Königreich Wessex. Die Eroberung Englands (1066) durch die Normannen unter Wilhelm dem Eroberer brachte Cornwall 1072 auch unter normannische Herrschaft. Die Cornen bewahrten sich aber ihre Sprache und Identität. Der englische König Edward III. machte Cornwall zur Grafschaft mit Sonderstatus.
Während des Mittelalters war Cornwall als einziger Teil Englands nicht von Angelsachsen besiedelt, sondern blieb keltisch. Im Jahr 1858 führte der Attorney General to the Duchy of Cornwall Sir George Harrison in einem Disput über die Küstengewässer zwischen Cornwall und der englischen Krone aus, Cornwall sei „ein Pfalzstaat, der extraterritorial gegenüber der Englischen Krone“ sei. Heute wird Cornwall verwaltungstechnisch als County von England behandelt.

## Wirtschaft
Die kornische Wirtschaft fußte auf traditionellen Berufsfeldern wie dem Fischfang und dem Bergbau. Der Niedergang dieser Bereiche führte auch zu großen wirtschaftlichen Problemen. Landwirtschaft hat auch heute noch einen hohen Stellenwert in Cornwall. Der Anteil an der regionalen Bruttowertschöpfung lag im Jahr 2003 bei 4 %. Der Anteil der Industrie lag bei 22 %; den größten Anteil hatten Dienstleistungen mit 74 %. Der Dienstleistungssektor soll in der Zukunft noch weiter ausgebaut werden und für weitere Arbeitsplätze sorgen. Die Abhängigkeit der Wirtschaft in Cornwall vom Tourismus ist beträchtlich und liegt bereits bei einem Anteil von etwa 25 %.
Cornwall ist eine der ärmsten Regionen im Vereinigten Königreich. Daher wurde sie auch vor dem Brexit durch Mittel des Wirtschaftsförderungsprogramms der Europäischen Union unterstützt. Die Arbeitslosigkeit, die in der Region traditionell recht hoch ist, ist in den letzten Jahren drastisch zurückgegangen.

### Tourismus

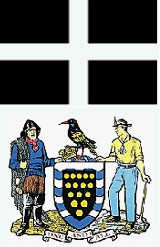
St. Piran’s Flag und das Wappen von Cornwall

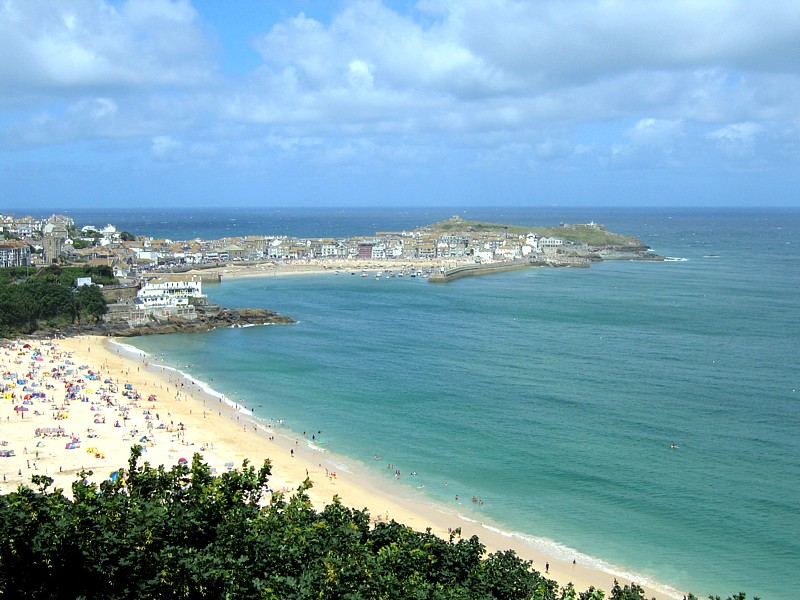
St. Ives – Hafen und Porthminster Beach

Cornwall ist aufgrund der unberührten Landschaft, der rauen Steilküsten, der kilometerlangen feinen Sandstrände, des milden Klimas und der zahlreichen Sehenswürdigkeiten eine für den Tourismus sehr interessante Region.

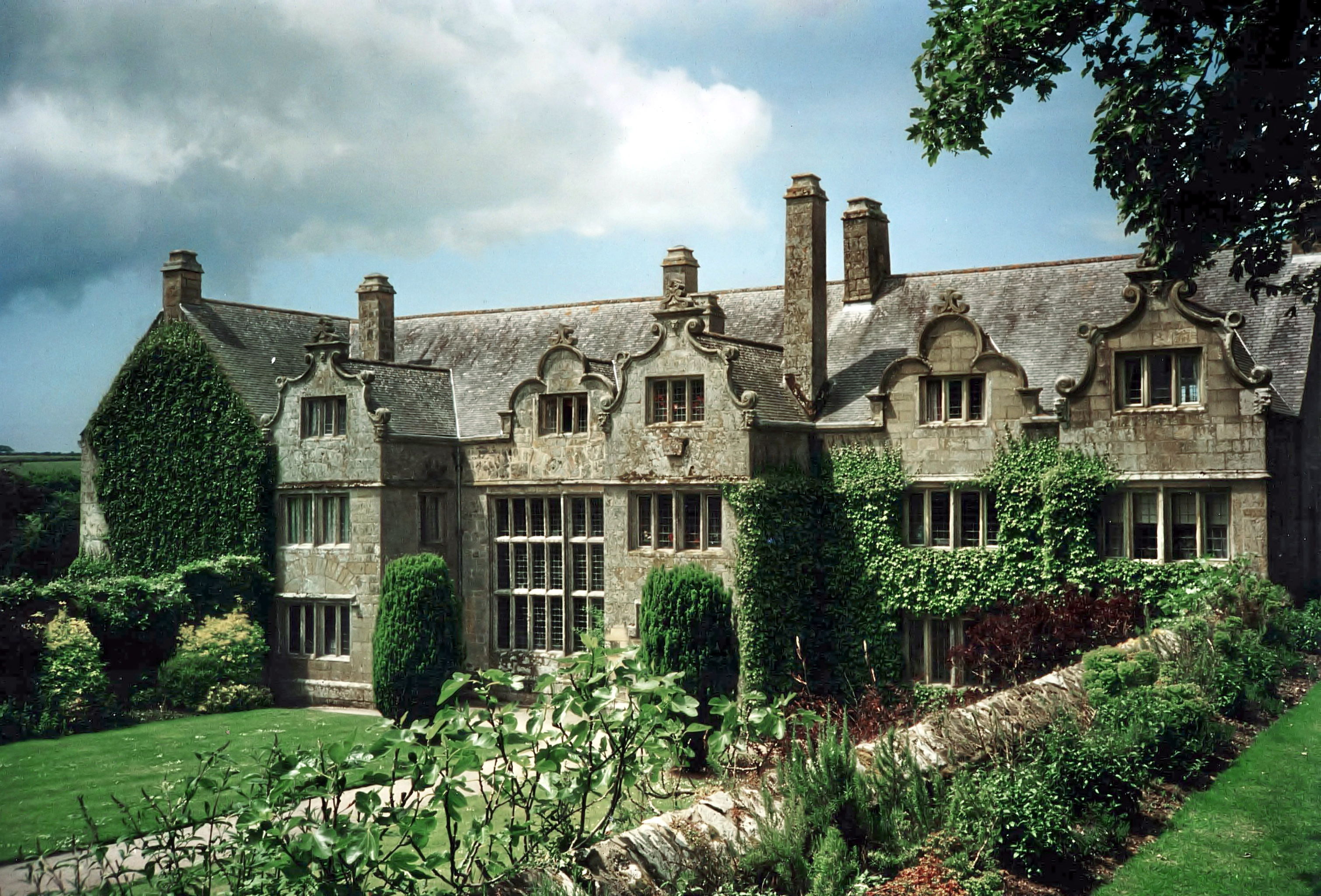
Das elisabethanische Herrenhaus Trerice in Kestle Mill bei Newquay

Erst in den letzten Jahren wurde Cornwall touristisch erschlossen. So wurden beispielsweise stillgelegte Minen zu Besucherbergwerken umgewandelt. Die Anzahl der Besucher nahm daher von 1993 bis 2003 stetig zu. 2003 besuchten fünf Millionen Touristen das Land, die meisten davon kamen aus dem Vereinigten Königreich, nur vier Prozent aus dem Ausland.
Zu den Zentren des Tourismus zählen das für seine Strände und das klare Wasser bereits mehrfach ausgezeichnete St. Ives, das als Künstlerkolonie auch einen Ableger der Londoner Tate Gallery aufweist, der bekannte Badeort Penzance und das bei Surfern sehr beliebte Newquay. Neben zahlreichen Bed-and-Breakfast-Accommodations bietet Cornwall auch eine große Auswahl an Campingplätzen.

### Bergbau

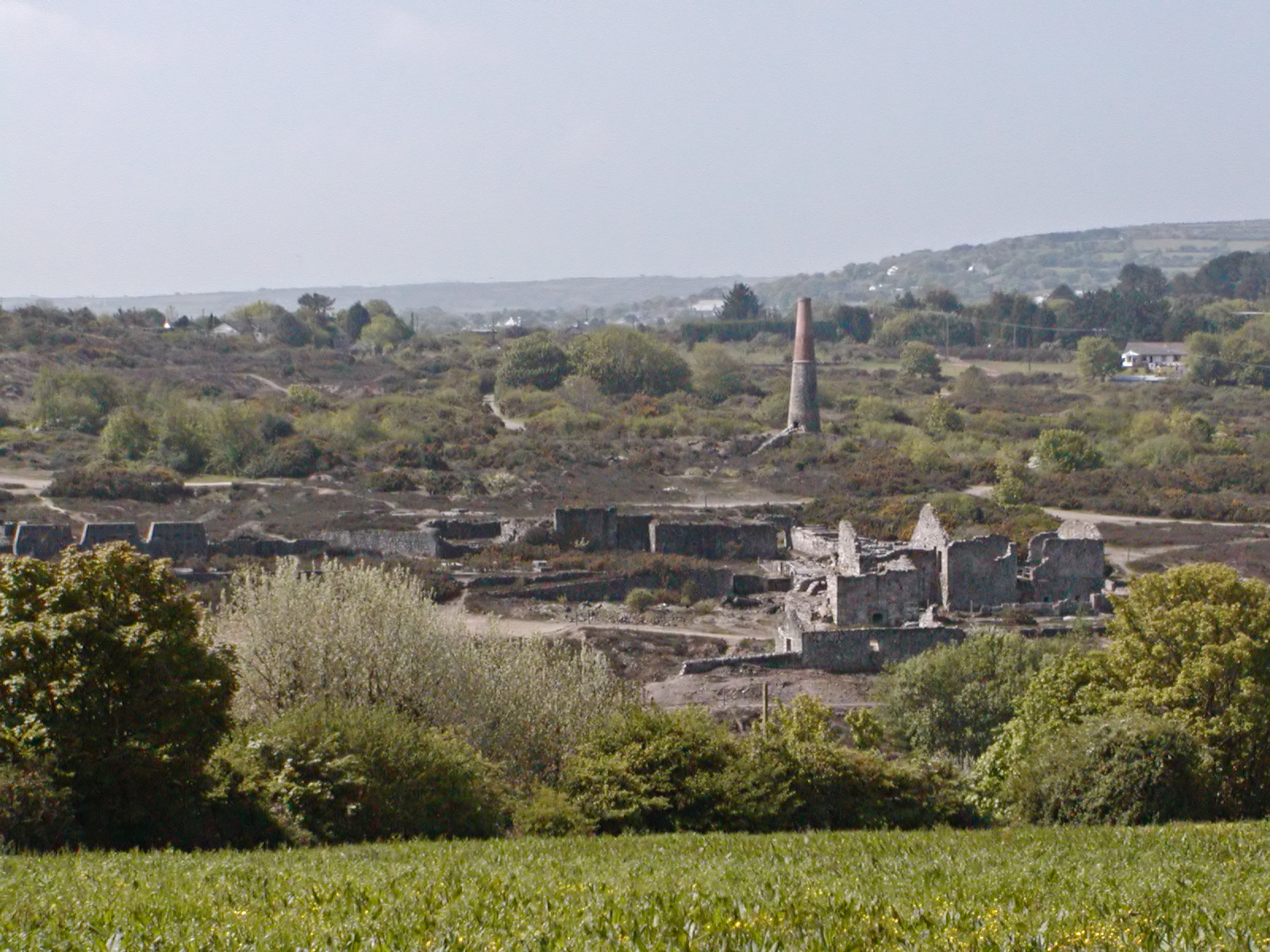
Ruinen der Poldice Mine (um 1510 bis 1930) in Gwennap

Cornwall war die Hauptquelle für Zinn in der Bronzezeit und Antike. Der Zinnbergbau in Cornwall und Devon begann zwischen 2200 und 2100 v. Chr. Das Zinn wurde zur Bronzeherstellung in den gesamten Mittelmeerraum verschifft. Kornisches Zinn führte zu den Forschungsreisen des Pytheas und zu Handelsreisen der Karthager. Der Haupthandelsweg führte jedoch nach Überquerung des Kanals auf dem Landweg durch Gallien. Die Bergleute von Cornwall zählten zu den erfahrensten der Welt.
Bis zum Ende des 19. Jahrhunderts deckte Cornwall mehr als die Hälfte des Weltbedarfs an Zinn. aber auch Kupfer wurde in großem Maßstab hier abgebaut. Im 20. Jahrhundert waren die Minen weitgehend erschöpft, überdies konnten Bergwerke in anderen Ländern billiger produzieren. Als letzte schloss im Jahr 1998 die South Crofty Mine. Bergleute aus Cornwall wanderten nach Amerika aus. Einige der erschöpften Zinnminen wurden aufgrund des steigenden industriellen Bedarfs an Arsen (häufig ein Begleitmineral des Zinns) im frühen 20. Jahrhundert auf Arsengewinnung umgestellt. Besonders die Abraumhalden der Zinngewinnung wurden aufgearbeitet. Durch die Arsenstäube wurden weite Teile des Landes um die Bergwerke vergiftet und zur Wüste. Erst Ende des 20. Jahrhunderts begann man mit einer Rekultivierung des Landes, und einige Bergwerke wie z. B. die Levant Mine oder die Geevor Mine im Bergbaurevier St Just wurden zu Besucherattraktionen ausgebaut.

### Kommunikationstechnik

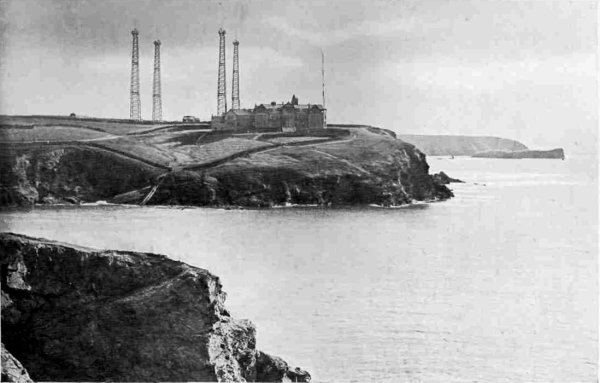
Poldhu-Sendestation (1902)

Im späten 19. Jahrhundert erreichten die ersten Seekabel die Küsten von Cornwall. Noch heute gelten die Strände von Porthcurno, Sennen und auf der Halbinsel Lizard als bedeutende Anlandepunkte moderner Seekabel. Neben den Seekabeln spielt die Satellitenkommunikation in Cornwall eine große Rolle. Die Goonhilly Satellite Earth Station, die ehemals größte Satellitenanlage der Welt, befindet sich im südlichen Teil der Halbinsel.
Die für Transatlantikverbindungen günstige Lage Cornwalls machte sich auch der Radiopionier Guglielmo Marconi zunutze: Am 12. Dezember 1901 gelang ihm von seiner Funkstation in Poldhu auf der Halbinsel Lizard die erste transatlantische Funkübertragung. Die von hier ausgesendeten Signale wurden auf dem Signal Hill bei St. John’s auf Neufundland wieder empfangen.

## Kornische Sprache
Das Kornische, eine keltische Sprache, starb angeblich 1777 mit dem Tod der letzten Primärsprecherin Dolly Pentreath aus Mousehole als Muttersprache aus. Kornisch gehört zum südwestbritannischen Zweig des Inselkeltischen und ist nahe mit dem Walisischen und dem Bretonischen verwandt; gegenüber der irischen Sprache und der schottisch-gälischen Sprache sind die Unterschiede größer. Inzwischen gibt es Anstrengungen, die Sprache wiederzubeleben, und sie wurde von der britischen Regierung als Minderheitensprache anerkannt.
Der heutige englische Name Cornwall ist vom angelsächsischen Namen kern-weahlas, die „kornischen Waliser (Welschen)“ abgeleitet. Der Name Kernow (und damit auch das englische Namenselement Corn-) leitet sich vom britannischen Stamm der Cornovii ab.
Religiös und politisch gelten die Kornen als Nonkonformisten. So gibt es einen Disput, wer Nationalheiliger sein solle: der heilige Piran, Erzengel Michael oder der heilige Petroc. Sankt Piran gilt als populärer, sein Zeichen (ein weißes Kreuz auf schwarzem Grund) ziert die Flagge von Cornwall. Sein Namenstag, der 5. März, wird von den Kornen auf der ganzen Welt gefeiert. Obwohl seine Flagge von kornischen Sezessionisten als Symbol gewählt wurde, ziert sie auch in nicht-politischer Bedeutung die Verpackung mancher kornischer Pasteten.

## Verwaltung

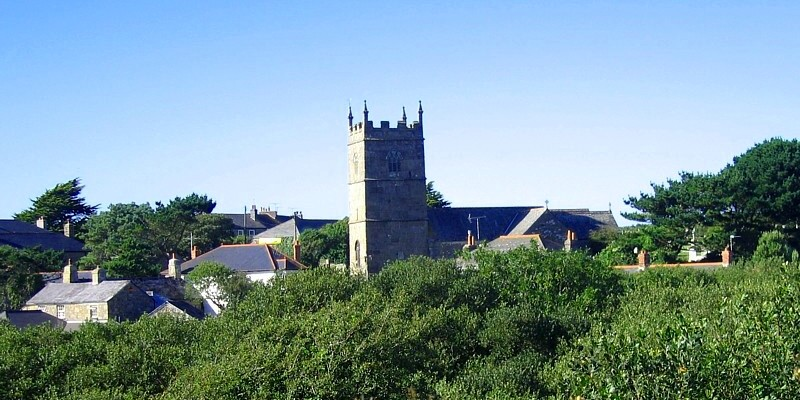
Zennor

Der Verwaltungssitz von Cornwall ist in Truro. Vor dem April 2009 war das Non-Metropolitan County Cornwall in die sechs Distrikte Caradon, Carrick, Kerrier, North Cornwall, Penwith und Restormel aufgeteilt. Durch eine zu diesem Zeitpunkt in Kraft getretene Verwaltungsreform wurden sie abgeschafft und die Kompetenzen des Non-Metropolitan County und  der Distrikte in einer einzigen Unitary Authority vereinigt.
Die Scilly-Inseln, die bereits zuvor weitgehende Sonderrechte hatten, schieden zugleich aus der Grafschaft aus und bilden seither eine eigenständige Unitary Authority sui generis. Über die zeremonielle Grafschaft sowie das Herzogtum Cornwall sind beide weiterhin miteinander verbunden.
Der Herzog von Cornwall (meist der britische Thronfolger) hat Sonderrechte die gesamte Grafschaft Cornwall betreffend. Der High Sheriff der Grafschaft wird vom Herzog und nicht vom Monarchen ernannt, anders als in allen anderen Grafschaften Englands und Walesʼ. Alle Besitztümer von Verstorbenen ohne gültige Erben fallen in ganz Cornwall an den Herzog, nicht wie in Großbritannien üblich den Monarchen. Diese Regelung (bona vacantia) trifft auch auf historische Funde wie Goldmünzen und Schiffswracks zu.

### Innere Gliederung
| Unitary Authority       | Verwaltungsbehörde             | Fläche in km² | Einwohner (2018) |
| ----------------------- | ------------------------------ | ------------- | ---------------- |
| Cornwall                | Cornwall Council               | 3.546         | 565.968          |
| Scilly-Inseln           | Council of the Isles of Scilly | 00.16         | 002.242          |
| Zeremonielle Grafschaft | Zeremonielle Grafschaft        | 3.562         | 568.210          |

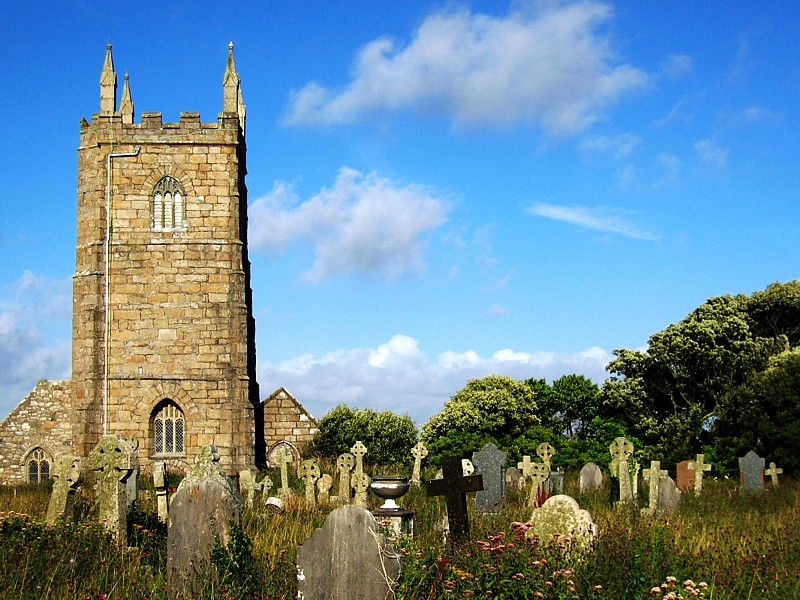
Lelant

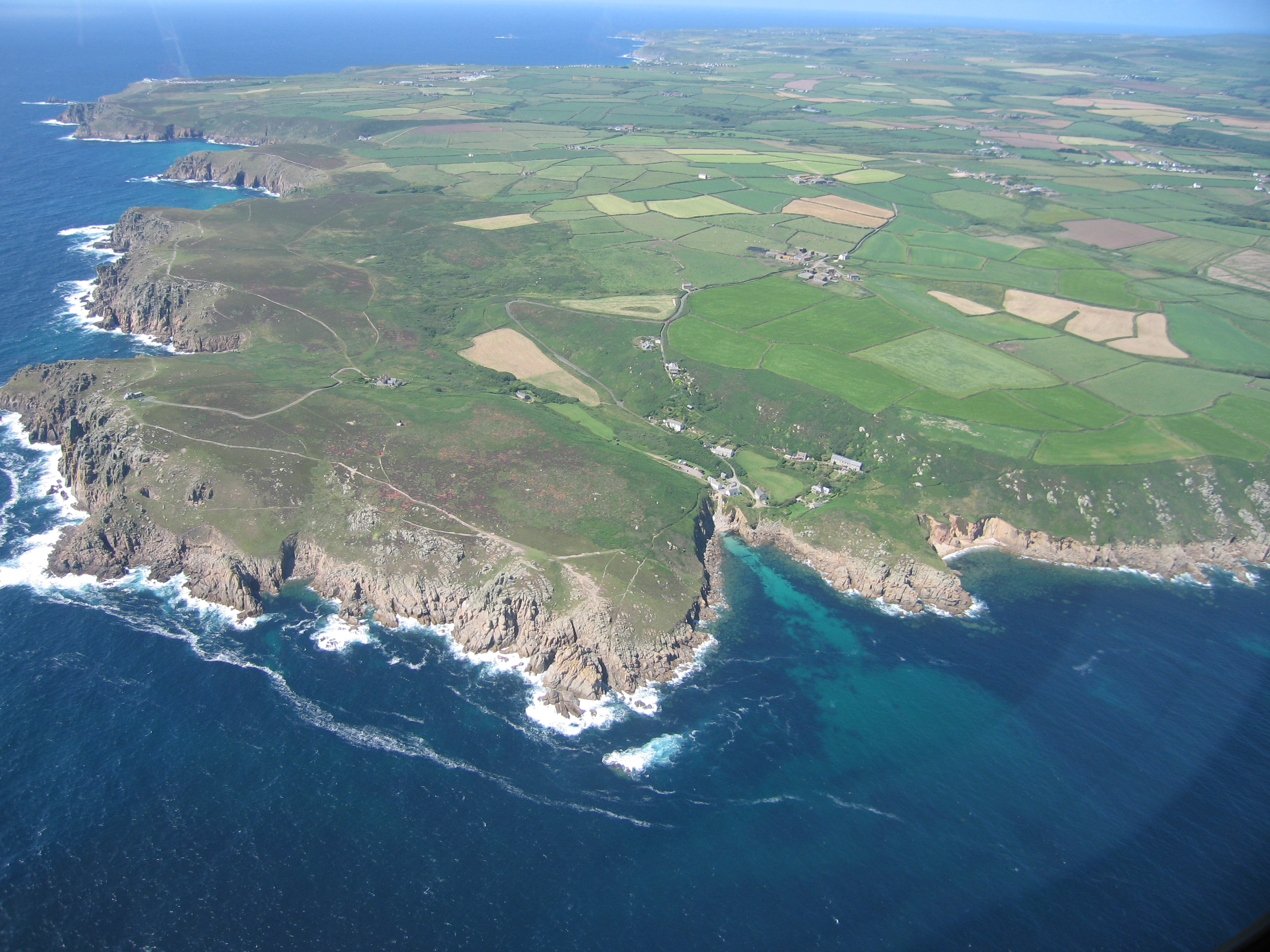
Küste von West Penwith

Die Unitary Authority Cornwall gliedert sich in 213 Gemeinden (Parish). Von diesen haben 198 einen eigenen Gemeinderat (Parish Council), in den übrigen 15 finden stattdessen  Einwohnerversammlungen statt. Truro trägt als Sitz eines Bischofs den Titel City und hat deshalb einen City Council. Orte wie Bodmin, Callington, Camelford, Falmouth, Fowey, Helston, Launceston, Liskeard, Looe, Newquay, Padstow, Penzance, Redruth, St Austell, St Ives oder Wadebridge sind Kleinstädte (Town), deswegen heißt der Rat dort Town Council. Polperro hat sich die Bezeichnung Community gegeben und deswegen einen Community Council.

### Orte (Auswahl)
- Berriowbridge, Bodmin, Boscastle, Botallack, Bude
- Cadgwith, Callington, Calstock, Camborne, Camelford, Carbis Bay, Carn Towan, Charlestown, Chazewater, Coombe, Coverack
- Durgan
- Egloskerry
- Falmouth, Fowey
- Gulval, Gwithian
- Hayle, Helford, Helston, Holywell
- Kilkhampton, Kingsand
- Lamorna, Land’s End, Launceston, Leedstown, Leelant, Lellizzick, Liskeard, Lizard, Looe, Lostwithiel, Ludgvan
- Madron, Marazion, Mawgan Porth, Mawnan, Menheniot, Mevagissey, Morvah, Mousehole, Mullion, Mylor Bridge, Mylor Churchtown
- Newlyn, Newquay
- Padstow, Paul, Pendeen, Penryn, Penzance, Perranporth, Perranuthoe, Polperro, Polruan, Polzeath, Porthallow, Porthcurno, Portholland, Porthleven, Porthmeor, Porthoustock, Porthpean, Port Isaac, Portmellon, Portloe, Portreath, Praze-An-Beeble
- Redruth, Rinsey
- Saltash, Sancreed, Sennen, Sennen Cove, St. Agnes, St. Austell, St. Buryan, St. Day, St. Erth, St. Gennys, St. Ives, St. Just in Penwith, St. Keverne, St. Levan, St. Mawes, Stithians, Stratton
- Treen, Treloyhan, Trevalga, Trevescan, Troon, Truro, Tintagel, Torpoint, Towednack
- Vogue
- Wadebridge
- Zennor

## Sehenswürdigkeiten

### Geologie und Landschaft
- Bedruthan Steps
- Bodmin Moor
- Boscawen Cliff
- Cape Cornwall

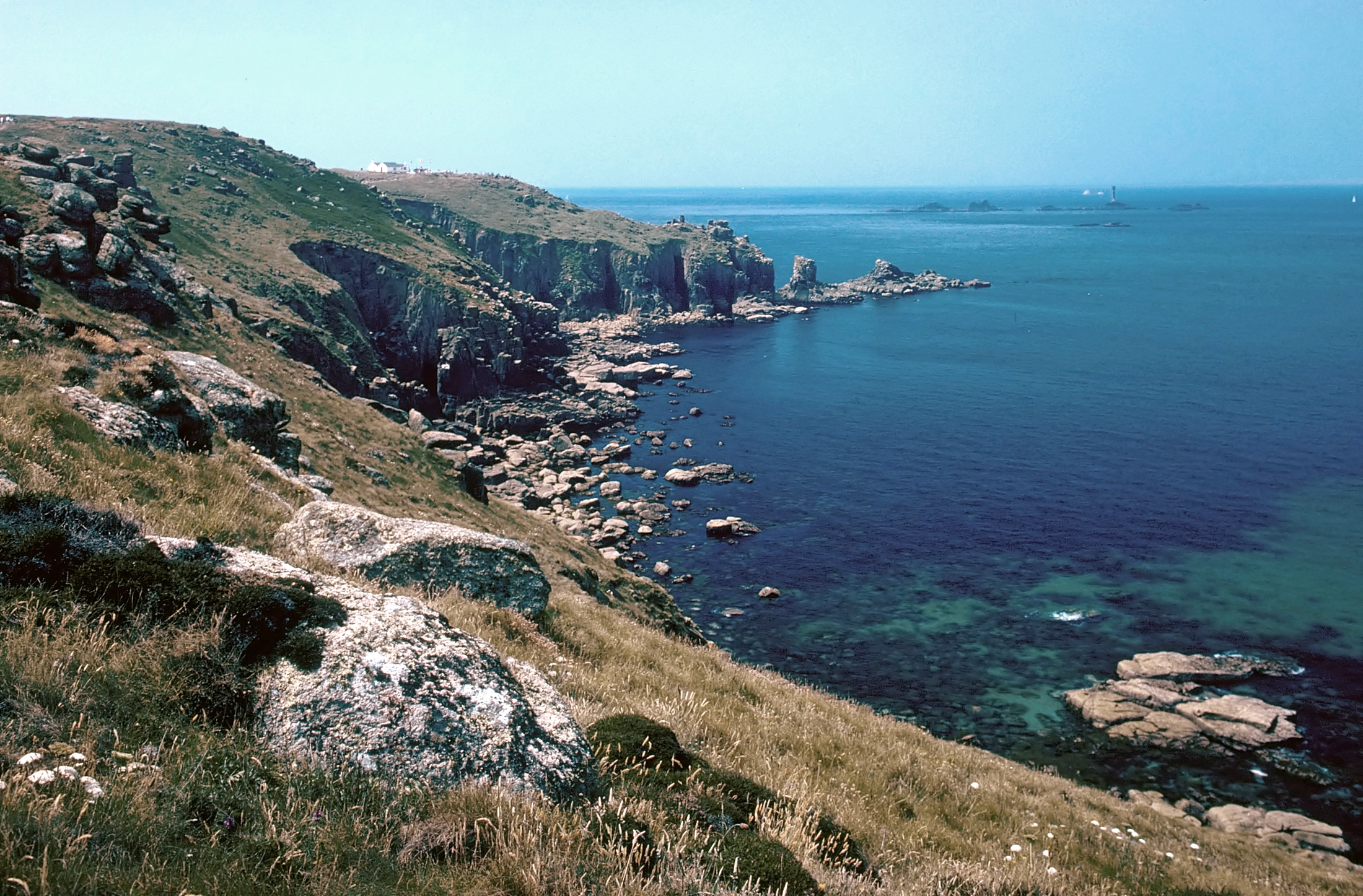
Land’s End

- Cligga Head, Landspitze nahe Perranporth
- Compass Point, Landspitze in Bude
- Cudden Point, Landspitze nahe Perranuthoe
- Dodman Point, Landspitze nahe Mevagissey und höchster Punkt der Südküste Cornwalls (114 m)
- Godrevy
- Gribben Head, Landspitze nahe Fowey
- Gurnard's Head, Landspitze nahe Treen
- Kelsey Head, Landspitze nahe Crantock
- Land’s End
- Lizard Point, südlichster Punkt Großbritanniens
- Logan Rock
- Pentargon Waterfall, Wasserfall nahe Boscastle
- Pentire Point, Landspitze nahe Polzeath
- St. Anthony Head, Landspitze bei St. Mawes
- St. Nectan's Glen, Schlucht nahe Tintagel
- Stepper Point, Landspitze nahe Padstow
- Trevose Head, Landspitze nahe Padstow
- Tubby's Head, Landspitze nahe St. Agnes
- Warren Point, Landspitze nahe Boscastle

### Vor- und frühgeschichtliche Denkmäler

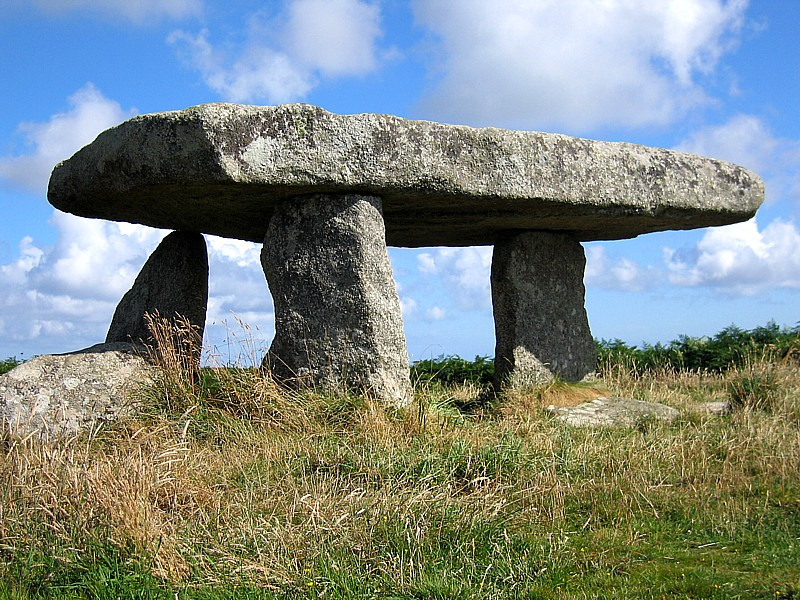
Megalithformation Lanyon Quoit

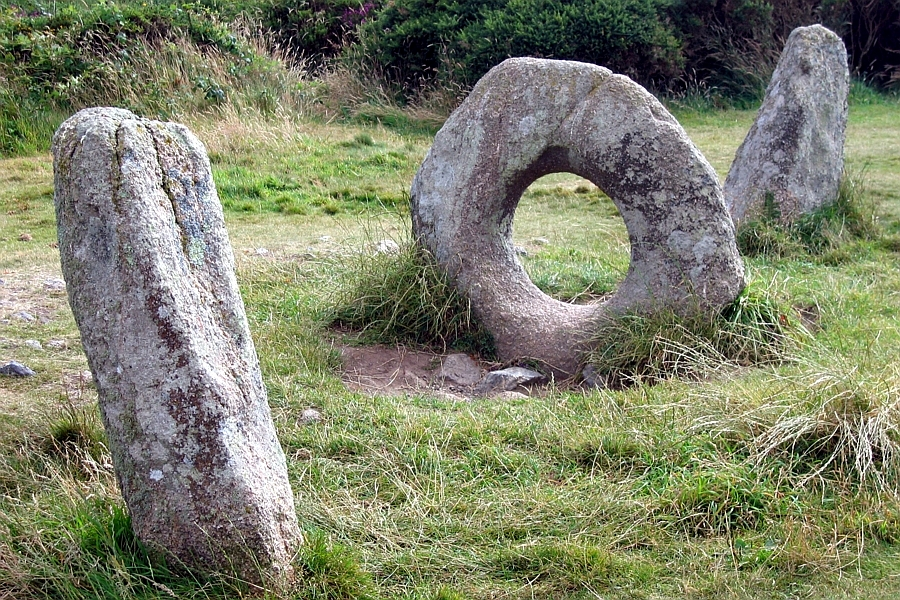
Megalithformation Mên-an-Tol

- Boscawen-ûn
- Carn Euny
- Chûn Quoit und Chûn Castle
- The Hurlers
- Lanyon Quoit
- Mên-an-Tol
- Merry Maidens
- Mulfra Quoit
- Trethevy Quoit
- Tristan-Stein
- Zennor Quoit

### Gärten

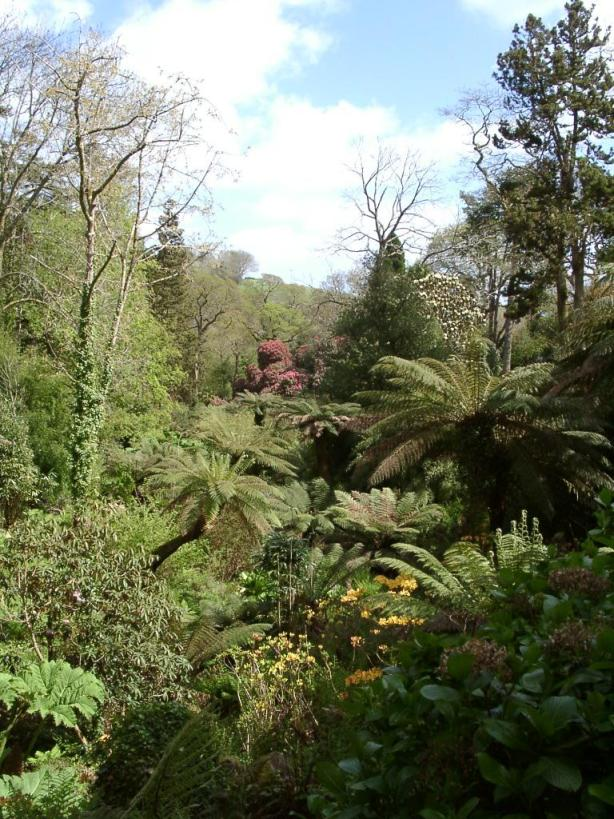
The Lost Gardens of Heligan

- The Eden Project
- Glendurgan Garden
- Lamorran Gardens
- The Lost Gardens of Heligan
- Trebah Garden
- Trelissick Garden

### Strände und Buchten
- Basset's Cove
- Boat Cove
- Bossiney Cove
- Brea Beach
- Butterhole Beach
- Carbis Bay Beach
- Chapel Porth Beach
- Crantock Beach
- Crooklets Beach
- Fistral Beach
- Gwithian Beach
- Gwynver Beach
- Hanover Cove
- Holywell Bay
- Kynance Cove
- Lamorna Cove Beach
- Long Rock Beach
- Marazion Beach
- Merlin's Cave
- Pedn Vounder Beach
- Penberth Cove
- Pentire Steps Beach
- Perranuthoe Beach
- Poly Joke Beach
- Porth Beach
- Porthcurno Beach
- Portheras Cove
- Porthgwarra Beach
- Porthgwidden Beach
- Porthkidney Beach
- Porthmeor Beach
- Porthminster Beach
- Porthtowan Beach
- Portreath Beach
- Praa Sands Beach
- Priest Cove
- Prussia Cove
- Sennen Beach
- Sennen Cove
- Summerleaze Beach
- Trevaunance Cove
- Trevellas Cove
- Upton Towans Beach
- Vugga Cove
- Watergate Bay
- Zennor Beach

### Architektur
- Botallack Mine
- Kathedrale von Truro
- Godolphin House
- Great Wheal Charlotte
- Lanhydrock House
- Lizard Lighthouse
- Minack Theatre
- Mount Edgcumbe House
- Pendennis Castle
- Penlee House
- Penstowe Castle
- Polruan Blockhouse

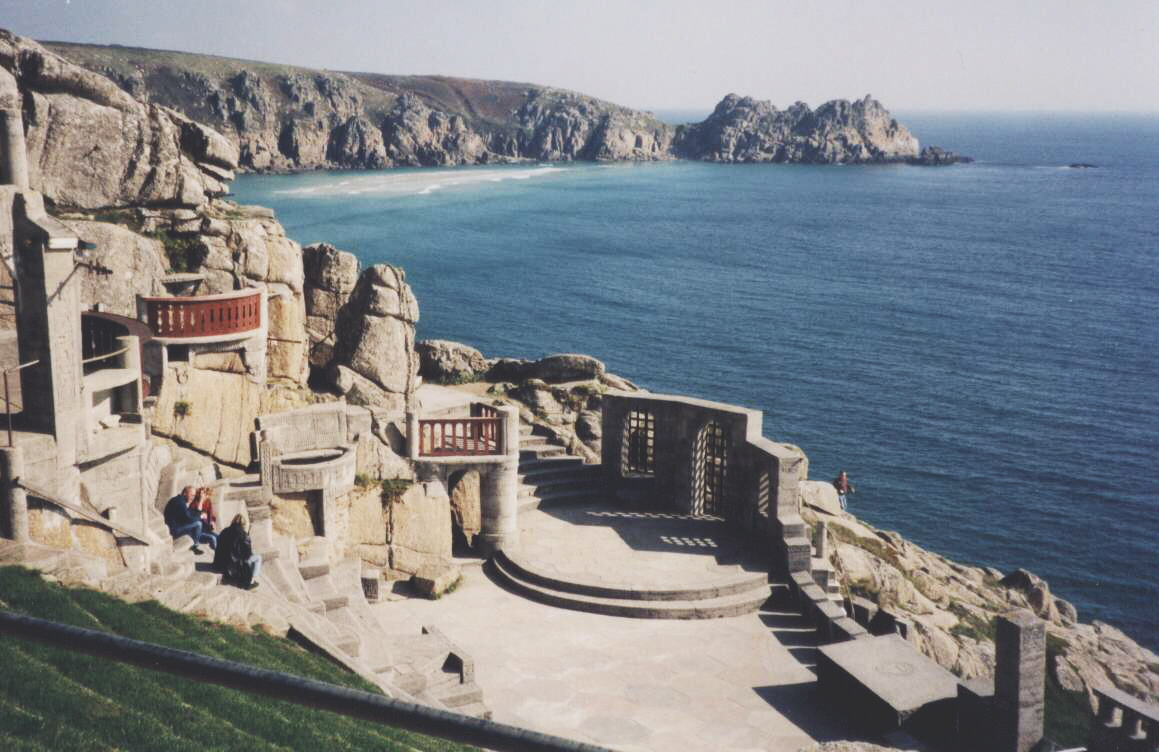
Minack Theatre

- Prideaux Place, Herrenhaus aus dem 16. Jahrhundert in Padstow
- River Fowey
- Roseland Peninsula
- St. Ia's Church
- St. Mawes Castle
- St. Michael’s Mount
- Tate St. Ives
- Tintagel Castle
- Trerice
- Trewavas Mine
- Wheal Coates
- Wheal Owles

## Cornwall in der englischen Literatur
Cornwall ist sowohl in der Hoch- wie auch in der Kinder- und Trivialliteratur ein immer wieder von den Schriftstellern gewählter Handlungsort. Virginia Woolf widmete Cornwall zwei ihrer Romane. Die wichtigsten Romane von Daphne du Maurier, die die meiste Zeit ihres Lebens in Cornwall verbrachte, spielen alle in Cornwall. Gleiches gilt für die Romane von Howard Spring. Jeremy Seal beschreibt die Bedeutung von Seefahrt und Strandpiraterie für Cornwall im 19. Jahrhundert ausführlich in einem teils fiktionalen Werk. Auch die Internatsgeschichten von Enid Blyton sollen in Schulen an der cornischen Küste angesiedelt sein. In der Trivialliteratur ist es vor allem Rosamunde Pilcher zu verdanken, dass Cornwall, besonders durch die unter deutscher Produktion für das ZDF verfilmten Romane, seit den 1990er Jahren in Deutschland immer bekannter geworden ist.

## Küche in Cornwall

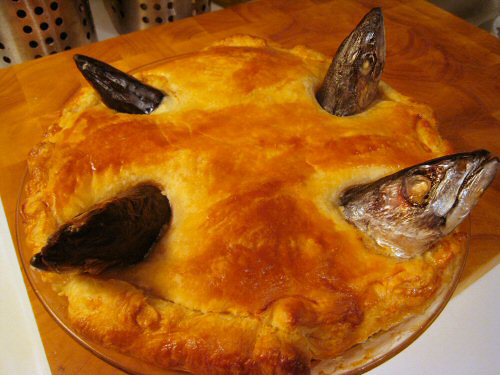
Stargazy Pie

Mit Cornwall verbunden ist die Cornish Pasty, eine mit verschiedenen Inhalten gefüllte Teigtasche. Cornish Pasty ist eine geschützte geografische Angabe und darf daher nur für Pasty verwendet werden, welche die dafür festgelegten Bestimmungen erfüllt. Ein traditionelles Gericht, dessen Entstehung eine Legende erklärt, ist Stargazy Pie, eine pie mit Fischfüllung.

## Sport

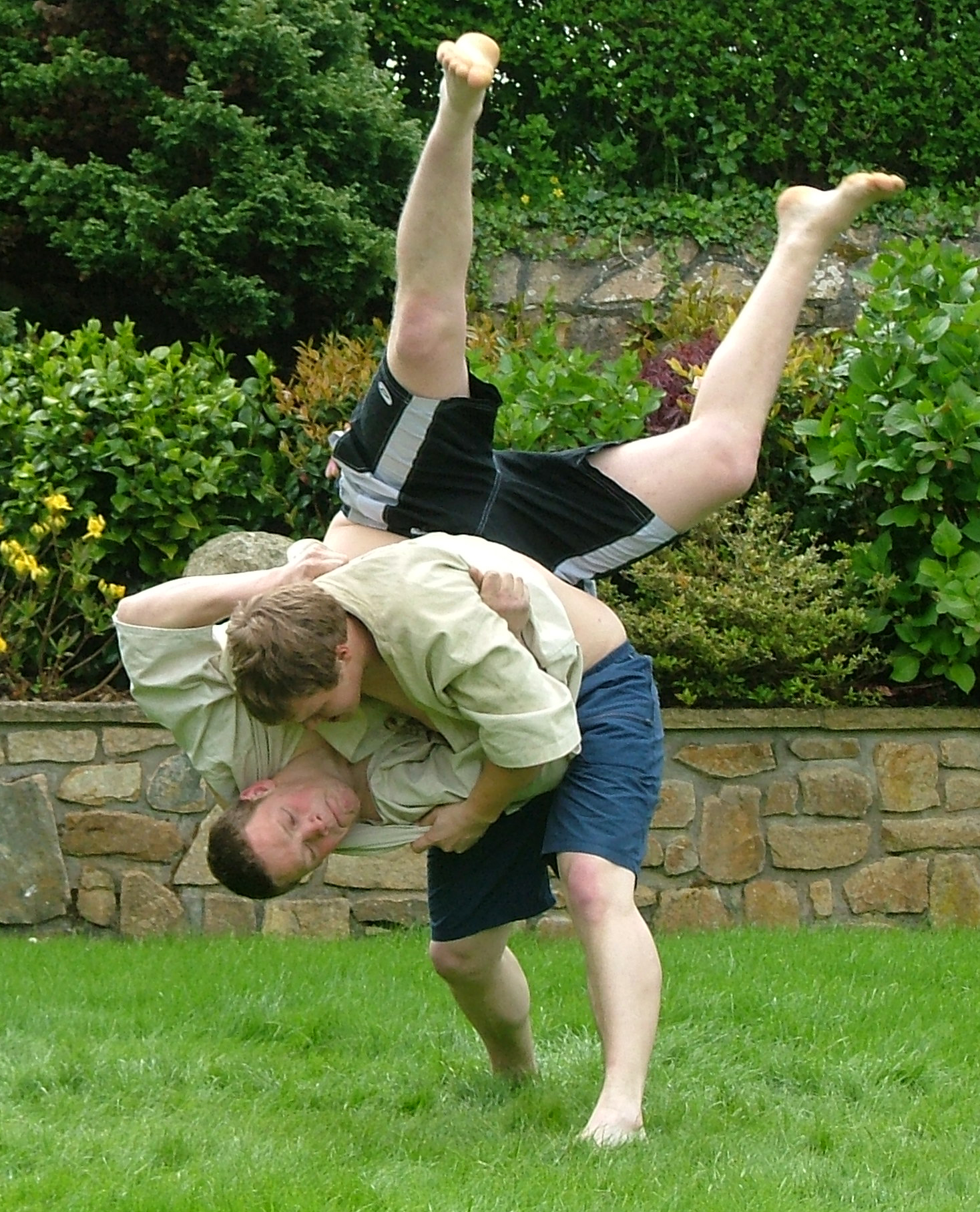
Kampfszene beim Cornish Wrestling

Eine in Cornwall beheimatete Sportart ist das Cornish wrestling (Omdowl Kernewek). Dabei handelt es sich um eine fast ausschließlich in Cornwall praktizierte Variante des Ringens, die Ähnlichkeiten zum bretonischen Gouren aufweist. Ebenfalls in Verbindung mit der kornischen Kultur steht das Cornish Hurling, eine Art mittelalterliches Fußballspiel, das mit einem Silberball gespielt wird. Trotz des gleichen Namens ist es nicht zu verwechseln mit dem Hurling aus Irland.
Der englische Nationalsport Fußball war in Cornwall lange Zeit nur wenig verbreitet, erfreut sich jedoch einer zunehmenden Beliebtheit. Da es keinen kornischen Profi-Klub gibt, sind viele Bewohner Cornwalls Fans von Plymouth Argyle aus dem benachbarten Devon. Der erfolgreichste kornische Verein ist Truro City. 2007 gewann Truro den FA Vase, den nationalen Pokal der Non-League-Teams. Aktuell spielt der Verein in der siebtklassigen Southern Football League.